# Шатонеф Грас
Шатонеф Грас (фр. Châteauneuf-Grasse) је насељено место у Француској у региону Прованса-Алпи-Азурна обала, у департману Приморски Алпи.
По подацима из 2011. године у општини је живело 3213 становника, а густина насељености је износила 358,99 становника/km².

## Демографија
| 1962. | 1968. | 1975. | 1982. | 1990. | 2011. |
| ----- | ----- | ----- | ----- | ----- | ----- |
| 1.103 | 1.278 | 1.602 | 2.128 | 806   | 3.213 |